# Регионален исторически музей (София)
Регионалният исторически музей – София (до 2016 г. Музей за история на София) се помещава в сградата на бившата Централна минерална баня в София.

## История
По предложение на столичния кмет Владимир Вазов през 1928 година е взето решение за основаване на градски (общински) музей. Първата му постоянна експозиция е открита в сградата на площад „Бански“ № 3 на 1 декември 1941 г.
Сградата обаче е разрушена по време на бомбардировките през Втората световна война. Музеят, макар и след това без своя сграда и музейна експозиционна площ в продължение на десетилетия, успява да организира изложби, както и да води възложената му от общината дейност по проучване и съхраняване на историческите ценности.
В ранния си период музеят изпълнява също функциите и на градска библиотека и архив. От музея се отделят като самостоятелни учреждения градската художествена галерия, библиотеката и архивът през 1952 г. На основата на музея се създава Общинско предприятие „Стара София“ със Софийски исторически музей през 1998 г., преобразувано в Общински културен институт Музей за история на София през юни 2012 г. Съгласно решение на Столичния общински съвет от 1998 г. Централната общинска минерална баня се преустройва за музей на София. Музеят отваря врати на 17 септември 2015 г. В края на 2016 г. Музеят за история на София получава по-висок статут и е реорганизиран в Регионален исторически музей – София.

## Експозиция
Музеят разполага с над 120 хил. движими културни ценности, като най-ранните са от новокаменната епоха и са открити при археологически проучвания на неолитното селище в квартал „Слатина“. Има и специализирана научна библиотека с около 12 000 единици, като сред най-старите са ръкопис от 1820 г. и печатна книга от 1714 година.

## Безплатен вход
Всеки първи и трети четвъртък от месеца посещението на музея е безплатно.